# Le Chesnay-Rocquencourt
Le Chesnay-Rocquencourt é uma comuna francesa na região administrativa da Ilha de França, no departamento de Yvelines. Estende-se por uma área de 7.02 km². Em 2010 a comuna tinha 31 947 habitantes (densidade: 4 550,9 hab./km²).
Foi criada em 1 de janeiro de 2019, após a fusão das antigas comunas de Le Chesnay e Rocquencourt.